# Батько нареченої (роман)
«Батько нареченої» (англ. Father of the Bride) — роман американського письменника Едварда Стрітера, вперше опублікований у 1949 році.

## Синопсис
Стенлі Бенкс — звичайний батько з передмістя. Він з тих, хто вважає, що весілля — це проста справа, в якій двоє людей одружуються. Але коли татова донька оголошує про свої заручини з Баклі, містер Бенкс відчуває, що його життя перевернулося з ніг на голову.

## Екранізації

### Кіно
- 1950: «Батько нареченої»
- 1991: «Батько нареченої»
- 2022: «Батько нареченої»